# Quincy (Illinois)
Quincy is een plaats (city) in de Amerikaanse staat Illinois, en valt bestuurlijk gezien onder Adams County.

## Demografie
Bij de volkstelling in 2000 werd het aantal inwoners vastgesteld op 40.366. In 2006 is het aantal inwoners door het United States Census Bureau geschat op 40.034, een daling van 332 (-0,8%).

## Geografie
Volgens het United States Census Bureau beslaat de plaats een oppervlakte van 38,0 km², waarvan 37,9 km² land en 0,1 km² water.

## Plaatsen in de nabije omgeving
De onderstaande figuur toont nabijgelegen plaatsen in een straal van 20 km rond Quincy.

## Geboren in Quincy
- Alys Lorraine (ca. 1877 - 1956), sopraan
- Neysa McMein (1888 – 1949), kunstenares
- Mary Astor (1906 - 1987), actrice
- Paul Tibbets (1915 - 2007), piloot van de Enola Gay
- Ralph Carmichael (1927-2021), componist en songwriter
- Tad Hilgenbrink (1981), acteur
- Luke Guthrie (1990), golfer
- Josh Swickard (1992), acteur en model